# Amplify the Good Times
Amplify the Good Times è il quinto album di studio del gruppo pop punk tedesco Donots, pubblicato nel 2002 da Gun Supersonic Records.

## Tracce
1. Get Going – 2:53
2. Saccharine Smile – 3:17
3. Friends – 1:57
4. Hours Away – 4:21
5. Big Mouth – 3:26
6. Lady Luck – 2:23
7. That's Armageddon – 3:31
8. Rollercoaster – 2:46
9. My Stereo's a Liar – 4:08
10. Worst Friend/Best Enemy – 3:45
11. Up Song – 4:09
12. Someone to Blame – 3:33
13. Oh Yeah Oh Yeah – 2:53
14. Private Angel (Alternate Version) – 4:01

## Formazione[2]
- Ingo Knollmann - voce, Organo Hammond, sintetizzatore
- Guido Knollmann - chitarra
- Alex Siebenbiedel - chitarra
- Jan Dirk Poggemann - basso
- Eike Herwig - batteria